# Gad Records
Gad Records (Great Audiovisual Discoveries), zapis stylizowany GAD Records – polskie wydawnictwo muzyczne specjalizujące się w archiwalnych nagraniach z kręgu jazzu, rocka i muzyki filmowej, pochodzących przeważnie z Polski i Europy Środkowej.
Wydawnictwo GAD Records powstało w 2008 roku i rozpoczęło działalność od publikacji książek muzycznych oraz produkcji płyt na potrzeby innych wydawnictw (m.in. Metal Mind Productions oraz E-Silesia.info). W latach 2010–2013 firma była wydawcą kwartalnika Lizard, pierwszego polskiego pisma poświęconego wyłącznie rockowej klasyce i rockowi progresywnemu.
Od 2010 roku GAD Records wydaje płyty CD i LP – archiwalne, niepublikowane wcześniej nagrania artystów z kręgu m.in. jazzu, rocka, muzyki elektronicznej i filmowej, a także wznowienia katalogowych albumów poszerzone o nagrania dodatkowe. W szerszej świadomości odbiorców firma zaistniała jesienią 2013 roku, publikując płytę Sonda. Muzyka z programu telewizyjnego, zawierającą wybór nagrań wykorzystywanych jako ilustracje muzyczne w popularnym programie TVP Sonda. Rok później, w grudniu 2014 roku, ukazała się Sonda 2 będąca kontynuacją oryginalnego wydawnictwa. GAD Records opublikowało także soundtrack z muzyką Włodzimierza Korcza z serialu 07 zgłoś się (pierwsze wydanie w 2015 r., poszerzona reedycja w 2020 r.). W 2023 roku ukazał się album Weather Report “Live in Berlin 1971” przygotowany we współpracy z Joe Zawinul Estate.
W 2012 roku GAD Records rozpoczęło współpracę partnerską z wytwórnią Polskie Nagrania (od 2018 – Polskie Nagrania / Warner Music Poland), która zaowocowała serią wznowień wybranych pozycji z katalogu wytwórni. Wydawnictwo współpracuje także z czeską wytwórnią fonograficzną Supraphon (od września 2015) i niemieckim Bellaphonem (od 2016).
W 2020 roku GAD Records nawiązało współpracę z Centrum Technologii Audiowizualnych we Wrocławiu, kontynuatorem tradycji Wytwórni Filmów Fabularnych. W ramach tej współpracy ukazały się płyty z niepublikowanymi wcześniej ścieżkami dźwiękowych z polskich filmów i seriali telewizyjnych realizowanych we wrocławskiej WFF (m.in. Czterej pancerni i pies, Sami swoi, Wilcze echa)
W latach 2022 GAD Records nawiązało współpracę ze Studiem Filmów Rysunkowych w Bielsku-Białej. Owocem współpracy było osiem płyt CD oraz cztery płyty winylowe, na których zaprezentowano fragmenty ścieżek dźwiękowych wybranych produkcji Studia, takich jak Reksio, Bolek i Lolek na Dzikim Zachodzie czy Pampalini łowca zwierząt. Płyta “The Best of Studio Filmów Rysunkowych” sygnująca ten projekt w roku 2023 otrzymała nagrodę Fryderyka w kategorii Muzyka Dziecięca. Współpraca GAD Records ze Studiem Filmów Rysunkowych objęła także pełną digitalizację zbiorów fonicznych Studia.
W listopadzie 2023 roku GAD Records podpisał umowę z łódzką Wytwórnią Filmów Oświatowych, w ramach której ukażą się archiwalne nagrania pochodzące z fonoteki Wytwórni – wśród nich nagrania do filmów zrealizowane przez Krzysztofa Komedę, Zdzisława Szostaka czy zespół SBB.
Od 2016 roku GAD Records prowadzi także label Chickadisc dedykowany wznowieniom z kręgu muzyki rockowej i jazzowej z Europy Zachodniej. W 2019 roku powstał label Duży Sęk poświęcony polskiemu kabaretowi, satyrze i rozrywkowym słuchowiskom. Najmłodszym labelem należącym do GAD Records jest powstały w 2020 roku New Sun prezentujący nowe, premierowe produkcje. Wydawnictwo sprawuje także pieczę nad autorskim labelem Józefa Skrzeka Viator Records.
Poza swoją działalnością wydawniczą firma GAD Records jest stałym partnerem odbywających się w Polsce festiwali: łódzkiego festiwalu producentów muzycznych Soundedit, chorzowskiego VinylFest oraz festiwalu Grand Prix Komeda w Ostrowie Wielkopolskim, a od lipca 2023 roku także festiwalu Summer Fog.
Wydawnictwo sprawuje wydawniczą pieczę nad artystycznym dorobkiem wybitnych muzyków i kompozytorów, m.in. Jerzego Miliana (seria Jerzy Milian Tapes), Józefa Skrzeka i zespołu SBB (m.in. seria Live Cuts zbierająca i porządkująca koncertowe dokonania z całej kariery zespołu), Andrzeja Korzyńskiego, Henryka Kuźniaka czy Martina Kratochvíla i grupy Jazz Q.
GAD Records jest również właścicielem sklepu internetowego Kultowe Nagrania oraz marki Bar Świat produkującej merch związany z projektami muzycznymi wydawcy.

## Katalog

### Płyty CD[17]
- GAD CD 001 Zbigniew Seifert Quartet – Nora
- GAD CD 002 Jan Jarczyk & John Stetch – Smoked Pianos
- GAD CD 003 Klan – Senne wędrówki
- GAD CD 004 Jan Ptaszyn Wróblewski – Sweet Beat
- GAD CD 005 Jerzy Milian – When Where Why
- GAD CD 006 Włodzimierz Nahorny – Jej portret
- GAD CD 007 Jerzy Milian – Blues for Praha
- GAD CD 008 SBB – Jazz nad Odrą 1975
- GAD CD 009 Jerzy Milian – Stratus Nimbus
- GAD CD 010 Jazz Q – Zivi se Divi. Live in Bratislava 1975
- GAD CD 011 Różni wykonawcy – Sonda. Muzyka z programu TV
- GAD CD 012 Krzysztof Duda – Altus
- GAD CD 013 Show Band – Punkt styku
- GAD CD 014 Alex Band – Zderzenie myśli
- GAD CD 015 Alex Band – The Eccentric
- GAD CD 016 Klan – Nerwy miast
- GAD CD 017 Jerzy Milian – Bazaar
- GAD CD 018 Martin Kratochvil(inne języki) – Temné slunce. Original Motion Picture Soundtrack
- GAD CD 019 Włodzimierz Nahorny – Zapach psiej sierści
- GAD CD 020 Arp Life – Jumbo Jet
- GAD CD 021 Władysław Komendarek – Władysław Komendarek
- GAD CD 022 SBB – Warszawa 1980
- GAD CD 023 Różni wykonawcy – Sonda 2. Muzyka z programu TV
- GAD CD 024 Jerzy Milian – Semiramida
- GAD CD 025 Novi Singers – Five, Four, Three
- GAD CD 026 Jerzy Milian – Jerzy Milian 80
- GAD CD 027 Mladen Franko – Amazing Space
- GAD CD 028 Andrzej Korzyński – W pustyni i w puszczy
- GAD CD 029 Ryszard Sygitowicz – Bez grawitacji
- GAD CD 030 Krzysztof Sadowski – Na kosmodromie
- GAD CD 031 Krzysztof Sadowski – Three Thousand Points
- GAD CD 032 Gustav Brom Orchestra(inne języki) – Polymelomodus
- GAD CD 033 Savana – Savana
- GAD CD 034 Irving Joseph – Murder Inc.
- GAD CD 035 Mikołaj Hertel – Epizod A
- GAD CD 036 Włodzimierz Korcz – 07 zgłoś się
- GAD CD 037 Jerzy Milian – Rivalen
- GAD CD 038 Wiesław Wilczkiewicz – Fly Ensemble
- GAD CD 039 Klan – Live Finland 1972
- GAD CD 040 Mech – Zjednoczone siły natury Mech
- GAD CD 041 Władysław Komendarek – Dotyk chmur
- GAD CD 042 SBB – Hofors 1975
- GAD CD 043 Świadectwo Dojrzałości – Hulaj dusza
- GAD CD 044 Karel Svoboda – Pszczółka Maja
- GAD CD 045 Jazz Q – Elegie
- GAD CD 046 Tadeusz Prejzner – Spacer brzegiem morza
- GAD CD 047 Duo Bednarek–Zgraja – Walking Colour
- GAD CD 048 Josef Pliva(inne języki) – Fairy-Tales in Beat
- GAD CD 049 Muzyczna Spółka Akcyjna 1111 – Autoportret X
- GAD CD 050 Jerzy Milian – Neuroimpressions
- GAD CD 051 Andrzej Korzyński – Akademia pana Kleksa (oryginalna muzyka instrumentalna)
- GAD CD 052 Mikołaj Hertel – Dźwięki dalekiego świata
- GAD CD 053 Mateusz Święcicki – Halo Wenus
- GAD CD 054 Polish Jazz Quartet(inne języki) – Meets Studio M-2
- GAD CD 055 RSC – RSC / Życie to teatr
- GAD CD 056 Stalowy Bagaż – Ciężki rok
- GAD CD 058 Władysław Komendarek – Hibernacja Nr 1
- GAD CD 059 Władysław Komendarek – Fruwająca lalka
- GAD CD 060 Krzysztof Komeda – People Meet And Sweet Music Fills The Hearts
- GAD CD 061 Andrzej Korzyński – Wielki Szu
- GAD CD 062 Jerzy Milian / Orkiestra Rozrywkowa PRiTV w Katowicach – Pretekst
- GAD CD 063 Dżamble – Każdy marzy, każdy śni
- GAD CD 064 Różni wykonawcy – Kroniki Filmowe
- GAD CD 065 Spisek – Spisek
- GAD CD 066 Marek Ałaszewski / Klan – Chmura nad miastem
- GAD CD 067 Zbigniew Górny – Soundtracks
- GAD CD 068 Jazz Q – Pozorovatelna
- GAD CD 069 ORM – Discofil
- GAD CD 070 Metrum – Zielony dach
- GAD CD 071 Jerzy Milian – Circulations
- GAD CD 072 Show Band – Dno przestrzeni
- GAD CD 073 SBB – Karlstad 1975 plus
- GAD CD 074 Cytrus – Trzecia łza od słońca
- GAD CD 075 Jacek Skubikowski – Jedyny hotel w mieście
- GAD CD 076 Roxa – Aleja marzeń. Antologia 1984–1986
- GAD CD 077 Tadeusz Nalepa – Śmierć dziecioroba / Justyna
- GAD CD 078 Władysław Komendarek – Powrót z materii międzygwiazdowej
- GAD CD 079 Mikołaj Hertel – Spleen
- GAD CD 080 Jiří Stivín – 5 ran do cepice (Five Hits in a Row)
- GAD CD 081 Jacek Skubikowski – Wyspa dzikich
- GAD CD 082 Zbigniew Wodecki – Sny podróżnika
- GAD CD 083 Zygmunt Wichary – Talizman
- GAD CD 084 Krzysztof Duda – Live
- GAD CD 085 Jerzy Milian / Orkiestra Rozrywkowa PRiTV w Katowicach – Bez przesady
- GAD CD 086 Katarzyna Gärtner / Czerwono-Czarni – Msza beatowa Pan przyjacielem moim
- GAD CD 087 Chorus & Disco Company – Dolina diamentów. Antologia 1978
- GAD CD 088 ORM – Tropic
- GAD CD 089 Wojciech Głuch – Życie Kamila Kuranta
- GAD CD 090 Andrzej Korzyński – Orwo Years. Music from movies by Celino Bleiweiss
- GAD CD 091 Wojciech Konikiewicz Free Funk Trio – Live at Rura 1982
- GAD CD 092 Kram – Biała sowa, biała dama, biały kruk
- GAD CD 093 Andrzej Korzyński – Tulipan
- GAD CD 094 Kwartet Wojciecha Gogolewskiego – Skok nr 8
- GAD CD 095 Halina Frąckowiak – Geira
- GAD CD 096 SBB – SBB (Wołanie o brzęk szkła)
- GAD CD 097 Klan – Mrowisko
- GAD CD 098 Klan – Senne wędrówki (reedycja 2019)
- GAD CD 099 Grupa ZOO – Ostatni remanent
- GAD CD 100 Zespół instrumentalny Marka Sewena – Księżyc na Tahiti
- GAD CD 101 Liliana Urbańska – Liliana
- GAD CD 102 Piotr Figiel – Piotr
- GAD CD 103 Piotr Figiel – Gdzieś, kiedyś
- GAD CD 104 Andrzej Korzyński – Mowa ptaków (wydanie digipack)
- GAD CD 105 SBB – Follow My Dream
- GAD CD 106 Andrzej Korzyński – Mowa ptaków
- GAD CD 107 Jerzy Milian – Stigma
- GAD CD 108 Różni wykonawcy – Ze szpulowca bigbitowca
- GAD CD 109 SBB – Welcome
- GAD CD 110 Władysław Komendarek – Szafirowa chimera
- GAD CD 111 Wojciech Konikiewicz – Muzyka nowej przestrzeni
- GAD CD 112 Mech – Tasmania
- GAD CD 113 Gramine – Gramine
- GAD CD 114 Eden – Miasto szczęśliwych ludzi
- GAD CD 115 Piotr Hertel – W słońcu i w deszczu
- GAD CD 116 Henryk Kuźniak, Juliusz Loranc – Dzięcioł
- GAD CD 117 Arp Life – Komplet 1975-78
- GAD CD 118 Andrzej Korzyński – 80 / 80 (reedycja 2025)
- GAD CD 119 Jazz Q – Hvezdon
- GAD CD 120 No Limits – No Movie Soundtrack
- GAD CD 121 Zbigniew Lewandowski – Zbigniew Lewandowski
- GAD CD 122 Kwintet Barowy – Do widzenia
- GAD CD 123 Jerzy Milian – Cutting
- GAD CD 124 SBB – Jerzyk / Jerzyk (reedycja 2024)
- GAD CD 125 Crash – Crash
- GAD CD 126 Hedone – Rare 92-20
- GAD CD 127 Lucjan Kaszycki – Doktor Murek
- GAD CD 128 Różni wykonawcy – Wędrujmy. Wakacyjny przewodnik po polskiej psychodelii i folk-rocku
- GAD CD 129 Cytrus – Raj utracony
- GAD CD 130 Jazz Q – Pori Jazz 72
- GAD CD 131 Tadeusz Klimonda – Tajemnice przestrzeni. Antologia 1974-79
- GAD CD 132 Henryk Debich / Orkiestra PRiTV – City (1978)
- GAD CD 133 Andrzej Korzyński – Janka
- GAD CD 134 Władysław Komendarek – Ars Electronica 89/90
- GAD CD 135 Electronic Division – Electronic Division
- GAD CD 136 SBB – Nowy horyzont
- GAD CD 137 SBB – Ze słowem biegnę do ciebie
- GAD CD 138 Różni wykonawcy – Interwizje. East European Visions of Groovy Sound (1969-1982)
- GAD CD 139 Różni wykonawcy – Brzdęk! Instrumentalne przygody bigbitowców
- GAD CD 140 Rodzina Pastora – Biegnijmy w słońce
- GAD CD 141 Jerzy Grunwald & En Face – Sennym świtem
- GAD CD 142 SBB – Pamięć
- GAD CD 143 SBB – Memento z banalnym tryptykiem
- GAD CD 144 SBB – SBB (reedycja 2021)
- GAD CD 145 Adam Walaciński – Czterej pancerni i pies
- GAD CD 146 Henryk Kuźniak – Parada oszustów
- GAD CD 147 Henryk Debich / Orkiestra PRiTV Łódź – Horyzonty
- GAD CD 148 Włodzimierz Korcz – 07 zgłoś się (reedycja 2020)
- GAD CD 149 Koman Band – Continuation
- GAD CD 150 Jerzy Milian / Orkiestra Rozrywkowa PRiTV w Katowicach – Znak wodnika
- GAD CD 151 Adam Sławiński – Skok
- GAD CD 152 Jezabel Jazz – Euforia
- GAD CD 153 Jan Ptaszyn Wróblewski Quartet – Słupy milowe
- GAD CD 154 Bogusław Rudziński – Unitron
- GAD CD 155 Wojciech Kilar – Cała naprzód / Giuseppe w Warszawie
- GAD CD 156 Zmęczeni – Bez tego i owego – studyjny projekt Winicjusza Chrósta
- GAD CD 157 Andrzej Korzyński – Panna Nikt
- GAD CD 158 Ogród Wyobraźni – 1979-1983 (4 CD)
- GAD CD 159 Koman Band – Suita słoneczna
- GAD CD 160 Andrzej Korzyński – Wielki układ
- GAD CD 161 Stefan Sendecki – Paranoja
- GAD CD 162 Różni wykonawcy – Ze szpulowca bigbitowca 2
- GAD CD 163 Crash – Senna opowieść Jana B.
- GAD CD 164 Krzysztof Komeda – Mam tu swój dom
- GAD CD 165 Piotr Figiel – Przepraszam, czy tu biją?
- GAD CD 166 Jerzy Milian – Penguin Bids
- GAD CD 167 Czerwono-Czarni – Motor i ja
- GAD CD 168 Władysław Komendarek – Planeta śmiechu (reedycja 2021)
- GAD CD 169 Władysław Komendarek – Władysław Komendarek (reedycja 2021)
- GAD CD 170 Jazz Q – Symbiosis
- GAD CD 171 Krzysztof Duda – For Better Sound
- GAD CD 172 LSD – Niebezpieczna wyspa
- GAD CD 173 Adam Walaciński – Dwaj panowie N
- GAD CD 174 Mahagon – Mahagon
- GAD CD 175 Wojciech Kilar – Sami swoi
- GAD CD 176 Andrzej Korzyński – Nie ma mocnych
- GAD CD 177 Andrzej Korzyński – Kochaj albo rzuć
- GAD CD 178 Orkiestra Taneczna PR – Wieczorem po Marszałkowskiej
- GAD CD 179 Krzysztof Marzec – W labiryncie
- GAD CD 180 Koman Band – Afternoon
- GAD CD 181 Brak – Prawo
- GAD CD 182 Omni – Opera omnia (2 CD)
- GAD CD 183 Quidam – Quidam
- GAD CD 184 Winicjusz Chróst – Promienie dźwięku
- GAD CD 185 Janusz Popławski – Zapowiedź tajemnicy
- GAD CD 186 Jacek Bednarek – Indeks
- GAD CD 187 Andrzej Korzyński – Sweet Music
- GAD CD 188 Kroner Cirkus – Kometa Kronera
- GAD CD 189 SBB – Live Cuts: Esbjerg 1979 (2 CD)
- GAD CD 190 SBB – Live Cuts: Köln 1978 (2 CD)
- GAD CD 191 SBB – Live Cuts: Ostrava 2002 (2 CD)
- GAD CD 192 SBB – Live Cuts: Sopot 1979 (2 CD)
- GAD CD 193 SBB – Live Cuts: Enger 1977
- GAD CD 194 Wojciech Kilar – Wilcze echa
- GAD CD 195 Bogusław Rudziński Quintet – Zimna kąpiel
- GAD CD 196 Barbara Sikorska – Mniejsze zło (i inne historie) (2 CD)
- GAD CD 197 Marceli Latoszek – Columbia Project
- GAD CD 198 Jazz Q – Hodokvas (2 CD)
- GAD CD 199 Hedone – Werk / ReWerk
- GAD CD 200 Krzysztof Komeda Quintet – Live in Praha 1964
- GAD CD 201 Idee Fixe – Obudź się
- GAD CD 202 Andrzej Zaucha – Dwa kroki w chmurach
- GAD CD 203 Green Revolution – Rewolucja zielona
- GAD CD 204 Double Track – Hope
- GAD CD 205 ?
- GAD CD 206 Cytrus – Bonzo. Live 1980–85
- GAD CD 207 ?
- GAD CD 208 Jerzy Milian – Optima Fide
- GAD CD 209 Breakwater – Breakwater
- GAD CD 210 Koman Band – Twenty Past Six
- GAD CD 211 Jazz Q – Živí se diví: Live in Bratislava 1975
- GAD CD 212 52UM – Echo
- GAD CD 213 Henryk Kuźniak – Kuźniak Scores Barański
- GAD CD 214 Różni wykonawcy – Opole 63 (4 CD)
- GAD CD 215 Józef Skrzek – Ojciec chrzestny Dominika
- GAD CD 216 Rendez-Vous – Rendez-Vous
- GAD CD 217 Bob Roy Orchestra – Disco-Flash
- GAD CD 218 Completorium – Purpurowa bossa
- GAD CD 219 Ergo Band / Grażyna Łobaszewska – Ergo Band, Grażyna Łobaszewska
- GAD CD 220 Energit – Energit (2 CD)
- GAD CD 221 Maciej Łyszkiewicz – Zawód Autor
- GAD CD 222 Henryk Debich / Orkiestra PR w Łodzi – Majówka (1979)
- GAD CD 223 Henryk Debich / Orkiestra PR w Łodzi – Przekora (1974)
- GAD CD 224 Władysław Komendarek – Życie robotów
- GAD CD 225 Quidam – Sny aniołów
- GAD CD 226 Różni wykonawcy – The Best Of Studio Filmów Rysunkowych
- GAD CD 227 Antoni Mleczko – Pampalini łowca zwierząt
- GAD CD 228 Marek Wilczyński – Bolek i Lolek na Dzikim Zachodzie
- GAD CD 229 Różni wykonawcy – Mini. Polish Animated Shorts 1966-69
- GAD CD 230 Henryk Kuźniak – „Anna” i wampir
- GAD CD 231 Różni wykonawcy – Knock Down. Polish Animated Shorts 1975-84
- GAD CD 232 Zenon Kowalowski – Reksio
- GAD CD 233 Zenon Kowalowski – Marceli Szpak dziwi się światu
- GAD CD 234 Bogumił Pasternak – Kangurek Hip-Hop
- GAD CD 235 Józef Skrzek – Wojna światów – następne stulecie
- GAD CD 236 Cross – Podwójna twarz
- GAD CD 237 Jerzy Milian / Orkiestra Rozrywkowa PRiTV w Katowicach – Nemezja
- GAD CD 238 Krzysztof Duda – Ostinato
- GAD CD 239 Poznańska Orkiestra Rozrywkowa PRiTV – Poznańska Orkiestra Rozrywkowa PRiTV
- GAD CD 240 Orkiestra Adama Skorupki – W rytmie samby
- GAD CD 241 Metrum – Metrum
- GAD CD 242 Władysław Komendarek – Promenada
- GAD CD 243 Andrzej Korzyński – Muzyka filmowa
- GAD CD 244 RSC – RSC
- GAD CD 245 Zbigniew Górny – Soundtracks (reedycja 2023)
- GAD CD 246 Zielone Dzieci – Jeżeli chcesz tańczyć
- GAD CD 247 SBB – Live Cuts: Częstochowa 1980 (2 CD)
- GAD CD 248 SBB – Live Cuts: Ryslinge 1979 (2 CD)
- GAD CD 249 SBB – Live Cuts: Katowice 2012 (2 CD)
- GAD CD 250 SBB – Live Cuts: Bytom 1979 (2 CD)
- GAD CD 251 SBB – Live Cuts: Elmshorn 1980
- GAD CD 252 Andrzej Korzyński – Człowiek z żelaza / Człowiek z marmuru
- GAD CD 253 Władysław Komendarek – Parabola muz
- GAD CD 254 Józef Skrzek – Twój dom wschodzącego słońca
- GAD CD 255 Mikołaj Hertel – Zagubiona w nostalgii
- GAD CD 256 RSC – Życie to teatr
- GAD CD 257 Krzysztof Duda – Altus (reedycja 2023)
- GAD CD 258 Różni wykonawcy – Opole 64 (4 CD)
- GAD CD 259 Ricercar 64 / Andrzej Korzyński – Opus 1
- GAD CD 260 Henryk Kuźniak – Na kłopoty… Bednarski
- GAD CD 261 Quidam – Pod niebem czas
- GAD CD 262 Jazz Q – Live Plzeň 1980
- GAD CD 263 Aleksander Mrożek – Pora na czarownice
- GAD CD 264 Józef Skrzek – Wojna Światów Live (2 CD)
- GAD CD 265 Zespół Perkusyjny Jerzego Bartza – Ostryga pustyni
- GAD CD 266 Poznańska Orkiestra Rozrywkowa PRiTV – Butik
- GAD CD 267 Poznańska Orkiestra Rozrywkowa PRiTV – Dekoder
- GAD CD 268 Poznańska Orkiestra Rozrywkowa PRiTV – Magma
- GAD CD 269 Poznańska Orkiestra Rozrywkowa PRiTV – Wizjer
- GAD CD 270 Andrzej Korzyński – W pustyni i w puszczy (reedycja 2023)
- GAD CD 271 Weather Report – Live in Berlin 1971 (2 CD)
- GAD CD 272 Różni wykonawcy – GAD Records x 15
- GAD CD 273 Waldemar Parzyński – Pejzaż polski
- GAD CD 274 Józef Skrzek – Wracam
- GAD CD 275 Gustav Brom – W tanecznych rytmach
- GAD CD 276 Studio M-2 – Stare przeboje – nowe rytmy
- GAD CD 277 Krzysztof Cugowski – Wokół cisza trwa
- GAD CD 278 ?
- GAD CD 279 Krzysztof Komeda Quintet – Live in Bled 1965
- GAD CD 280 New – Atomowa wojna
- GAD CD 281 Henryk Debich / Orkiestra PR w Łodzi – Rajd (1980)
- GAD CD 282 Sławomir Kulpowicz – Calmness and Unisono
- GAD CD 283 Jazz Q – Zvěsti
- GAD CD 284 Gustav Brom – Kyrie Eleison
- GAD CD 285 Józef Skrzek – La Tempête
- GAD CD 286 Włodzimierz Nahorny – Z tamtej strony tęczy
- GAD CD 287 Andrzej Korzyński – Akademia pana Kleksa (reedycja 2024)
- GAD CD 288 Andrzej Korzyński – Sekrety pana Kleksa
- GAD CD 289 SBB – Przebudzenie
- GAD CD 290 SBB – Porwanie Aldo Moro
- GAD CD 291 SBB – FOS
- GAD CD 292 SBB – Sekunda
- GAD CD 293 Kaczki z Nowej Paczki – Greps
- GAD CD 294 Jerzy Milian – Four Hats (Jerzy Milian Tapes 12)
- GAD CD 295 Różni wykonawcy – The Best of WFF. 70 lat Wytwórni Filmów Fabularnych we Wrocławiu
- GAD CD 296 Henryk Debich / Orkiestra PR w Łodzi – Polowanie (1975)
- GAD CD 297 Henryk Debich / Orkiestra PR w Łodzi – Labirynt (1975)
- GAD CD 298 Flamingo – This Is Our Soul
- GAD CD 299 Zdzisław Szostak – Pokusa
- GAD CD 300 Exodus – Widok z góry najwyższej. Live 1980
- GAD CD 301 Krzysztof Komeda – Kraksa
- GAD CD 302 Henryk Kuźniak – Seksmisja
- GAD CD 303 EQ – 6 dni i 15 minut
- GAD CD 304 Różni wykonawcy – Opole 65 (4 CD)
- GAD CD 305 Czerwono-Czarni / Luxemburg Combo – Kolor i rytm. Opole 1963
- GAD CD 306 Andrzej Korzyński – Bestia
- GAD CD 307 Włodzimierz Korcz – 07 zgłoś się (reedycja 2024)
- GAD CD 308 SBB – Live Cuts: Århus 1979
- GAD CD 309 SBB – Live Cuts: Elz 1977
- GAD CD 310 SBB – Live Cuts: Freiburg 1980 (2CD)
- GAD CD 311 SBB – Live Cuts: Warszawa 1999
- GAD CD 312 SBB – Live Cuts: Wien 1978
- GAD CD 313 Three Generations Trio – Live! In Jazz Club Pinokio!
- GAD CD 314 Wojciech Kilar – Salto
- GAD CD 315 Józef Skrzek – Pamiętnik Karoliny
- GAD CD 316 Józef Skrzek – Na 1013 kilometrze
- GAD CD 317 Józef Skrzek – Józefina
- GAD CD 318 Józef Skrzek – Singer
- GAD CD 319 Orkiestra Wojciecha Trzcińskiego – Muzyka dla ciebie
- GAD CD 320 Wiślanie 69 – Skąd my się znamy
- GAD CD 321 ?
- GAD CD 322 ?
- GAD CD 323 Halina Żytkowiak – Jestem tylko dziewczyną
- GAD CD 324 Tropicale Thaitii Granda Banda – Koty za płoty
- GAD CD 325 Wiesław Pieregorólka – Big Band
- GAD CD 326 SBB – Ołowica
- GAD CD 327 Savana – Fading Memories (2 CD)
- GAD CD 328 Exodus – Niedokończony sen
- GAD CD 329 Beata Bartelik – Sen na pogodne dni
- GAD CD 330 Andrzej Korzyński – Wielki Szu (reedycja 2024)
- GAD CD 331 Różni wykonawcy – Opole 66 (4 CD)
- GAD CD 332 Andrzej Zaucha – Magia to ja
- GAD CD 333 Jerzy Milian / Orkiestra Rozrywkowa PRiTV w Katowicach – Tor przeszkód
- GAD CD 334 Różni wykonawcy – The Best of WFO
- GAD CD 335 Henryk Kuźniak – Kuźniak Scores Falk
- GAD CD 336 RSC – Cienie 1987
- GAD CD 337 Krzysztof Duda – Meditatio Laeta
- GAD CD 338 Tadeusz Prejzner– Uliczka zamyślenia
- GAD CD 339 Andrzej Korzyński – In the Land of Golden Taps
- GAD CD 340 Tadeusz Baird – Agnieszka 46
- GAD CD 341 Różni wykonawcy – Reżyseria: Wojciech Jerzy Has. Nagrania z archiwum WFF Wrocław (1959-68)
- GAD CD 342 Władysław Komendarek – Przestrzeń czystej energii
- GAD CD 343 High Water Mark – Wysoki poziom wody
- GAD CD 344 Electronic Division – Menedżer
- GAD CD 345 Jerzy Milian – Beat Kontrasten (Jerzy Milian Tapes 13)
- GAD CD 346 Rekonstrukcja – Rekonstrukcja. Studio, scena i sala prób. 1982-83 (2 CD)
- GAD CD 347 Różni wykonawcy – Jazzrocková Dílna
- GAD CD 348 Henryk Debich / Orkiestra PR w Łodzi – Wspomnienie (1976)
- GAD CD 349 ?
- GAD CD 350 Henryk Debich / Orkiestra PR w Łodzi – Atmosfera (1977)
- GAD CD 351 Piotr Figiel – Tylko się jeździ
- GAD CD 352 SBB – SBB (Wołanie o brzęk szkła) (reedycja 2025)
- GAD CD 353 Józef Skrzek – Czas dojrzewania
- GAD CD 354 Andrzej Korzyński – Motyle
- GAD CD 355 Wojciech Konikiewicz & TransTechnoLogical Orchestra – Future Jazz (2 CD)
- GAD CD 356 ?
- GAD CD 357 Jazz Q – Tennis
- GAD CD 358 SBB – Live Cuts: Hvidovre 1979 (2 CD)
- GAD CD 359 SBB – Live Cuts: Opole 1975
- GAD CD 360 ?
- GAD CD 361 ?
- GAD CD 362 ?
- GAD CD 363 ?
- GAD CD 364 No To Co – Nikifor
- GAD CD 365 No To Co – W murowanej piwnicy

### Płyty winylowe[17]
- GAD LP 001 Różni wykonawcy – Sonda. Muzyka z programu TV
- GAD LP 002 Show Band – Punkt styku
- GAD LP 003 Jerzy Milian – Bazaar
- GAD LP 004 Arp Life – Z bezpieczną szybkością
- GAD LP 005 Różni wykonawcy – Sonda 2. Muzyka z programu TV
- GAD LP 006 Gustav Brom Orchestra(inne języki) – Polymelomodus
- GAD LP 007 Włodzimierz Korcz – 07 zgłoś się
- GAD LP 008 SBB – Hofors 1975
- GAD LP 009 Jerzy Milian – When Where Why
- GAD LP 010 Andrzej Korzyński – Akademia pana Kleksa (muzyka ilustracyjna)
- GAD LP 011 Polish Jazz Quartet – Meets Studio M-2
- GAD LP 012 Jerzy Milian / Orkiestra Rozrywkowa PRiTV w Katowicach – Pretekst
- GAD LP 013 Mech – Zjednoczone Siły Natury
- GAD LP 014 Krzysztof Komeda – People Meet and Sweet Music Fills the Heart
- GAD LP 015 Kroniki Filmowe. Polish Library Music 1963-78
- GAD LP 016 Spisek – Spisek
- GAD LP 017 SBB – Przebudzenie
- GAD LP 018 SBB – Porwanie Aldo Moro
- GAD LP 019 Jerzy Milian / Orkiestra Rozrywkowa PRiTV w Katowicach – Bez przesady
- GAD LP 020 Klan – Senne wędrówki
- GAD LP 021 SBB – FOS
- GAD LP 022 SBB – Sekunda
- GAD LP 023 Andrzej Korzyński – Wielki Szu
- GAD LP 024 Metrum – Zielony dach
- GAD LP 025 Henryk Kuźniak, Juliusz Loranc – Dzięcioł
- GAD LP 026 SBB – Follow My Dream
- GAD LP 027 No Limits – No Movie Soundtrack
- GAD LP 029 SBB – Jerzyk
- GAD LP 030 Crash – Crash
- GAD LP 031 Jazz Q – Pori Jazz 72
- GAD LP 032 Różni wykonawcy – Interwizje. East European Visions of Groovy Sound (1969-1982)
- GAD LP 033 Henryk Debich / Orkiestra PRiTV – City (1978)
- GAD LP 034 Andrzej Korzyński – 80
- GAD LP 035 Adam Walaciński – Czterej pancerni i pies
- GAD LP 036 Koman Band – Continuation
- GAD LP 037 Henryk Debich / Orkiestra PRiTV Łódź – Horyzonty
- GAD LP 038 Tadeusz Klimonda – Crème de menthe
- GAD LP 039 Tadeusz Nalepa – Śmierć dziecioroba / Justyna
- GAD LP 040 Bogusław Rudziński – Unitron
- GAD LP 041 Krzysztof Komeda – Mam tu swój dom
- GAD LP 042 Cytrus – Trzecia łza od słońca
- GAD LP 043 Piotr Figiel – Przepraszam, czy tu biją?
- GAD LP 044 Wojciech Kilar – Sami swoi
- GAD LP 045 Andrzej Korzyński – Nie ma mocnych
- GAD LP 046 Andrzej Korzyński – Kochaj albo rzuć
- GAD LP 047 Quidam – Quidam (2 LP)
- GAD LP 048 Krzysztof Marzec – W labiryncie
- GAD LP 049 ?
- GAD LP 050 ?
- GAD LP 051 Brak – Prawo
- GAD LP 052 Hedone – Werk
- GAD LP 053 ?
- GAD LP 054/054 K Idee Fixe – Jarocin 84/85
- GAD LP 055/055 K 52UM – Echo
- GAD LP 056 Krzysztof Komeda Quintet – Live in Praha 1964
- GAD LP 057 Henryk Debich / Orkiestra PR w Łodzi – Majówka (1979)
- GAD LP 058 SBB – Welcome
- GAD LP 059/059 K Quidam – Sny aniołów (2 LP)
- GAD LP 060/060 K Różni wykonawcy – The Best Of Studio Filmów Rysunkowych
- GAD LP 061/061 K Andrzej Zaucha – Dwa kroki w chmurach (w tym dodruk z 2025)
- GAD LP 062/062 K Antoni Mleczko – Pampalini łowca zwierząt
- GAD LP 063/063 K Różni wykonawcy – Mini. Polish Animated Shorts 1966-69
- GAD LP 064 Henryk Debich / Orkiestra PR w Łodzi – Przekora (1974)
- GAD LP 065/065 K Krzysztof Duda – Altus
- GAD LP 066/066 K Różni wykonawcy – Knock Down. Polish Animated Shorts 1975-84
- GAD LP 067/067 K Zenon Kowalowski – Reksio
- GAD LP 068/068 K Marek Wilczyński – Bolek i Lolek na Dzikim Zachodzie
- GAD LP 069/069 K Jazz Q – Live Plzeň 1980
- GAD LP 070/070 K Weather Report – Live in Berlin 1971 (2 LP w tym dodruk z 2025)
- GAD LP 071 ?
- GAD LP 072/072 K Cytrus – Raj utracony
- GAD LP 073/073 K Poznańska Orkiestra Rozrywkowa PRiTV – Butik
- GAD LP 074 ?
- GAD LP 075 ?
- GAD LP 076?
- GAD LP 077/077 K Krzysztof Komeda Quintet – Live in Bled 1965
- GAD LP 078/078 K Andrzej Korzyński – Sekrety Pana Kleksa
- GAD LP 079/079 K Zenon Kowalowski – Marceli Szpak dziwi się światu
- GAD LP 080 Bogumił Pasternak – Kangurek Hip-Hop
- GAD LP 081/081 K Quidam – Pod niebem czas (2 LP)
- GAD LP 082/82 K Zdzisław Szostak – Pokusa
- GAD LP 083/083 K Exodus – Widok z góry najwyższej. Live 1980 (2 LP)
- GAD LP 084/084 K Henryk Kuźniak – Seksmisja
- GAD LP 085/085 K Krzysztof Komeda – Kraksa
- GAD LP 086/086 K Jerzy Milian / Orkiestra Rozrywkowa PRiTV w Katowicach – Nemezja
- GAD LP 087/087 K Włodzimierz Korcz – 07 zgłoś się (reedycja 2024)
- GAD LP 088/088 K SBB – Jerzyk
- GAD LP 089/089 K Henryk Debich / Orkiestra PR w Łodzi – Rajd (1980)
- GAD LP 090/090 K Henryk Debich / Orkiestra PR w Łodzi – Polowanie (1975)
- GAD LP 091/091 K SBB – Renia
- GAD LP 092/092 K Włodzimierz Nahorny – Z tamtej strony tęczy
- GAD LP 093/093 K Wojciech Kilar – Salto
- GAD LP 094/094 K Beata Bartelik – Sen na pogodne dni
- GAD LP 095/095 K Andrzej Korzyński – Wielki Szu (reedycja 2024)
- GAD LP 096/096 K SBB – Ołowica
- GAD LP 097/097 k Andrzej Zaucha – Magia to ja
- GAD LP 098/098 K Henryk Debich / Orkiestra PR w Łodzi  – Labirynt (1975)
- GAD LP 099/099 K
- GAD LP 100/100 K Exodus – Niedokończony sen (2 LP)
- GAD LP 101/101 K
- GAD LP 102/102 K Tadeusz Prejzner – Uliczka zamyślenia
- GAD LP 103/103 K High Water Mark – Wysoki poziom wody

### Single
- GAD SP 001 Omni (feat. Andrzej Zaucha) – Przybysze z Matplanety
- GAD SP 002 Andrzej Korzyński – Do You Like Henky-Penky Love

### Kasety magnetofonowe
- GAD MC 001 Mikołaj Hertel – Spleen
- GAD MC 002 Krzysztof Duda – For Better Sound
- GAD MC 003 Krzysztof Marzec – W labiryncie
- GAD MC 004 Władysław Komendarek – Życie robotów
- GAD MC 005 Barbara Sikorska – Mniejsze zło
- GAD MC 006 Marceli Latoszek – Columbia Project
- GAD MC 007 Krzysztof Duda – Ostinato
- GAD MC 008 EQ – 6 dni i 15 minut
- GAD MC 009 RSC – Cienie 1987
- GAD MC 010 Władysław Komendarek – Przestrzeń czystej energii
- GAD MC 011 Krzysztof Duda – Meditatio Laeta
- GAD MC 012 Electronic Division – Menedżer

### Katalog Chickadisc[17]

#### Płyty CD
- CHI CD 001 Toto Blanke – Electric Circus
- CHI CD 002 PSI – Horizonte
- CHI CD 003 Mark Nauseef – Personal Note
- CHI CD 004 Moebius – Welcome To World (Complete Studio Recordings 1979–82)
- CHI CD 005 Chandelier – Pure
- CHI CD 006 Chandelier – Facing Gravity
- CHI CD 007 Paul Wertico – First Date
- CHI CD 008 Chandelier – Timecode
- CHI CD 009 Virgo – Lutello
- CHI CD 010 Transsylvania Phoenix – Transsylvania
- CHI CD 011 Ulysses – Neronia (2 CD)
- CHI CD 012 Circus – Circus
- CHI CD 013 Circus – Movin’ On
- CHI CD 014 Circus All Star Band – Live
- CHI CD 015 Circus – Fearless Tearless and Even Less
- CHI CD 016 Circus – The Remasters 2021 – Toronto NYC Istanbul
- CHI CD 017 ?
- CHI CD 018 Association P.C. – In a Life Machine. Live 1972 (2 CD)

#### Płyty winylowe
- CHI LP 001 Chandelier – Facing Gravity
- CHI LP 002 Chandlier – Pure

### Katalog Duży Sęk[17]
- SEK CD 001 Kabaret Owca – Dla mnie bomba
- SEK CD 002 Jacek Janczarski – Saga Rodu Wymęga-Zarawiejskich
- SEK CD 003 Kabaret Długi – Co się nadaje
- SEK CD 004 Teatrzyk Piosenki To-Tu – Pochód świętych

### Katalog Viator Records
- VIA CD 001 Józef Skrzek – Moja muzyka
- VIA CD 002 Józef Skrzek – Akustycznie II
- VIA CD 003 Józef Skrzek – Kolędy 1981-82
- VIA CD 004 Józef Skrzek – Around the World in Eighty Moogs
- VIA CD 005 Józef Skrzek – Viator
- VIA CD 006 Alina Skrzek – Marzenia
- VIA CD 007 ?
- VIA CD 008 Józef Skrzek – Non Omnis Moriar
- VIA CD 009 Józef Skrzek – ZEF 96 (2 CD)

### Katalog New Sun
- NEW SUN 001 CD (SP) / EP Hedone – What Dickens Says About Loneliness (również LP)
- NEW SUN 002 CD / LP Hedone – 2020
- NEW SUN 003 CD (SP) Hedone – Jak
- NEW SUN 004 CD (SP) Hedone – Wstyd
- NEW SUN 005 CD Wiktor Stribog(inne języki) / Mchy i porosty – Loss & Los
- NEW SUN 005 MC Wiktor Stribog(inne języki) / Mchy i porosty – Loss & Los
- NEW SUN 006 CD Ziemowit Kosmowski – Veda
- NEW SUN 007 CD / LP Hedone – 600 lat samotności